# Правда (станция)
Правда (в логистических справочниках указывается как Правда-Сахалинская) —  железнодорожная платформа Сахалинского региона Дальневосточной железной дороги. Названа по одноимённому селу, в котором расположена.

## История
Станция открыта 11 октября 1920 года в составе пускового участка Холмск-Сортировочный — Невельск.
Современное название — с 1 апреля 1946 года.

## Деятельность
Пассажирское сообщение по платформе отсутствовало в период с 1999 года по 2021 год. До 1999 года от станции до Холмска курсировал местный поезд из двух вагонов японского производства с тепловозом ТГ16. С 2021 года курсирует пригородный маршрут рельсового автобуса "Орлан" по маршруту Холмск-Северный - Невельск.